# Bitwa o korytarz separacyjny
Bitwa o korytarz separacyjny została stoczona pomiędzy Siłami Obronnymi Izraela a armią egipską o utworzenie korytarza komunikacyjnego pomiędzy Izraelem a żydowską enklawą izolowaną na pustyni Negew podczas I wojny izraelsko-arabskiej w dniach 15-22 października 1948. Bitwa stanowiła część operacji Jo’aw i zakończyła się zwycięstwem Izraelczyków.

## Tło wydarzeń
W maju 1948 w Palestynie rozpoczęła się I wojna izraelsko-arabska, która była kontynuacją wojny domowej w Mandacie Palestyny (1947–1948). W przeciwieństwie do wojny domowej, była to typowa wojna o charakterze konwencjonalnym, w którym zaangażowało się szereg państw arabskich. Na froncie południowym, część pustyni Negew, pas wybrzeża i większą część Judei zajęły wojska egipskie. Na Negewie w całkowitej izolacji pozostała żydowska enklawa. Dla izraelskiego dowództwa na froncie południowym priorytetem stało się dostarczenie zaopatrzenia dla tych osiedli, których utrzymanie było strategicznym interesem Izraela. W tym celu przeprowadzono szereg nieudanych operacji wojskowych: operacja An-Far (9-15 lipca) i operacja Mawet la-polesz (16-18 lipca). W dniu 18 lipca rozpoczął się drugi rozejm. W okresie tym przeprowadzono operację GJS 1 (27 lipca) i operację GJS 2 (30 lipca – 2 sierpnia). Zakończyły się one niepowodzeniem i nie udało się otworzyć korytarza komunikacyjnego. Podjęto wówczas decyzję o dostarczeniu zaopatrzenia drogą powietrzną i przeprowadzono operację Awak (23 sierpnia – 21 października).
Na posiedzeniu rządu 6 października, zatwierdzono plan operacji Dziesięć Plag, której nazwa nawiązywała do biblijnych dziesięciu plag, którymi Bóg ukarał Egipcjan, zmuszając ich do wypuszczenia z niewoli Izraelczyków. Nazwę zmieniono jednak na operację Jo’aw, na cześć Jicchaka Dubno (pseudonim „Jo’aw”), który zginął 21 maja 1948 dowodząc obroną kibucu Negba. Plan przewidywał przeprowadzenie jednoczesnych ataków na egipskie linie obronne od północy i południa, w celu przejęcia kontroli nad strategiczną drogą wzdłuż wiosek Kaukaba, Hulajkat i Burajr. Umożliwiłoby to dostarczenie zaopatrzenia drogą lądową do żydowskich osiedli na pustyni Negew. Równocześnie przecięto by egipską linię komunikacyjną łączącą wybrzeże ze zgrupowaniem wojsk w rejonie Irak Suwajdan, al-Faludża i Irak al-Manszija. Siły izraelskie miały następnie kontynuować natarcia w kierunku na Strefę Gazy i Beer Szewę, dążąc do przejęcia kontroli nad całą pustynią Negew. Plan przewidywał, że marynarka i lotnictwo będą prowadzić szeroko zakrojone działania, aby wesprzeć w ten sposób ofensywę lądową.

## Przebieg bitwy

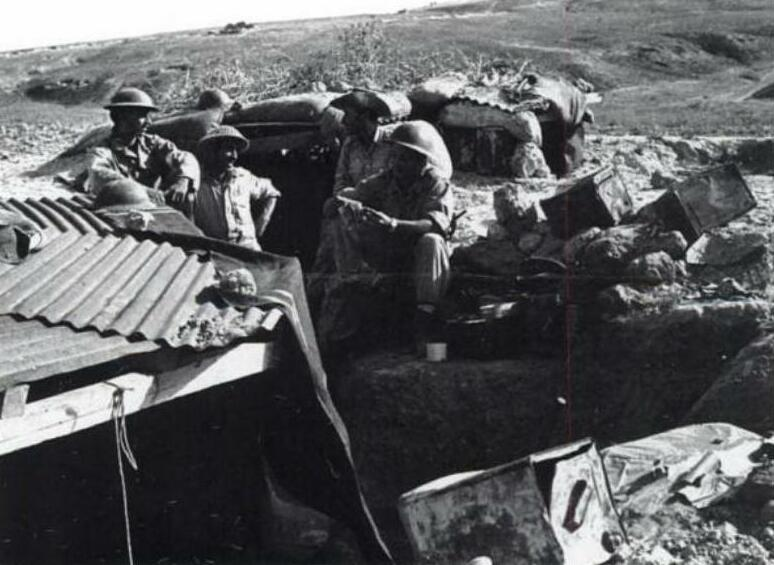
Egipskie pozycje obronne w Hulajkat po zdobyciu 18 października 1948

Egipskie pozycje obronne w Hulajkat po zdobyciu 18 października 1948

### Klin Khirbet Masara
Bitwa rozpoczęła się przed świtem 16 października 1948, od natarcia 53 Batalionu Brygady Giwati na południowy wschód od wioski Irak al-Manszija. Siły te wbiły się klinem w egipskie pozycje i przecięły strategiczną drogę pomiędzy al-Faludża a Bajt Dżibrin. Zajęto strategiczne Wzgórze 224.9, z którego kontrolowano okoliczne tereny. Klin nazwano klinem Masara, od nazwy Khirbet Masara. Pomimo osiągnięcia sukcesu, nie zdołano jednak przeciąć egipskich linii komunikacyjnych, ponieważ wcześniej Egipcjanie wybudowali nową alternatywną drogę przebiegającą przez al-Kubajba. Korzystając z tej drogi mogli oni w następnych dniach przerzucać posiłki i zaopatrzenie dla swoich oddziałów.

### Bitwa o Irak al-Manszija
Rankiem 16 października 7 Batalion Brygady Negew i 82 Batalion 8 Brygady Pancernej wspierane przez lotnictwo zaatakowały wioskę Irak al-Manszija. Izraelczycy nie posiadali jeszcze doświadczenia we współdziałaniu czołgów z piechotą, i po raz pierwszy wykorzystywali broń pancerną na froncie północnym. Spodziewano się przy tym, że Egipcjanie skoncentrują swoje główne siły na obronie wioski al-Faludża, a w Irak al-Manszija będą pozostawać jedynie niewielkie siły obrońców. Natarcie zostało poprzedzone artyleryjskim ostrzałem, po którym rozpoczęła atak piechota wspierana przez czołgi Mk VIII Cromwell i Hotchkiss H-35. W szeregach nacierających zapanował jednak chaos. Żołnierze piechoty zdołali dotrzeć na skraj wioski, jednak jeden czołg Cromwell zepsuł się, a w czołgach Hotchkiss skończyła się amunicja. Brakowało komunikacji i wszyscy prowadzili samodzielną walkę bez żadnej współpracy. Sytuację pogorszyło otwarcie przez Egipcjan ostrzału artyleryjskiego, który zmusił atakujących do odwrotu. W rezultacie stracono cztery uszkodzone czołgi Hotchkiss. Pozostałe czołgi pośpiesznie wycofały się, pozostawiając żołnierzy piechoty bez żadnego wsparcia. Wycofujący się batalion utracił ponad 100 żołnierzy. Przez cały następny dzień podejmowano działania ratownicze, aby powrócić do rannych pozostawionych na polu bitwy. Ta druzgocąca porażka bardzo mocno wpłynęła na morale żołnierzy.

### Bitwa o skrzyżowanie przy Irak Suwajdan
W godzinach wieczornych, szef Południowego Dowództwa Jigal Allon postanowił przenieść większość swoich sił na zachód i w nowym miejscu podjąć próbę dokonania wyłomu w egipskich liniach. W nocy z 16 na 17 października 51 Batalion Brygady Giwati wyruszył z wioski Dżulis kierując się w stronę strategicznego skrzyżowania dróg na zachód od wioski Irak Suwajdan. Gdy dostrzeżono w tym regionie ruch, rozpoczęto ostrzał artyleryjski okolicznych wzgórz. W międzyczasie egipski lekki transporter opancerzony Universal Carrier wjechał na minę. Wykorzystując to zamieszanie, żołnierze 4 Kompanii zajęli bez walki Wzgórze 103, natomiast 3 Kompania zdobyła Wzgórza 113 i 100. Podczas dalszego nocnego ataku na skrzyżowanie dróg, Izraelczycy utracili komunikację pomiędzy swoimi oddziałami. Dowództwo umieszczono na Wzgórzu 113 i podjęto próbę przywrócenia komunikacji, jednak Egipcjanie przystąpili do kontrataku. Doszło wówczas do ciężkich walk wręcz, które trwały przez trzy godziny. Izraelczycy stracili 30 żołnierzy, ale odparli Egipcjan. Dla wsparcia południowego skrzydła wysłano kompanię zwiadu Brygady Giwati, poruszającą się jeepami. Natknęli się oni jednak na egipskie transportery opancerzone i zawrócili. Również Egipcjanie postanowili unikać dalszych nocnych niepewnych konfrontacji i wycofali się do Irak Suwajdan. Dzięki temu Izraelczycy przejęli do rana pełną kontrolę nad całym obszarem skrzyżowania. W ten sposób zdobyto początek drogi prowadzącej do żydowskiej enklawy na pustyni Negew.
W nocy z 17 na 18 października 51 Batalion Brygady Giwati przesunął swoje pozycje wzdłuż drogi na południe, zajmując około północy wioski Kaukaba, Bajt Tima i strategiczne Wzgórze 138.5. Następnie 52 Batalion podjął próbę wydłużenia natarcia i bez powodzenia zaatakował wioskę Hulajkat. W ciągu dnia podciągnięto w ten rejon kolejny 54 Batalion, który natychmiast włączył się do walki, usiłując obejść Hulajkat od północy. Egipcjanie rozłożyli w tym rejonie swoją linię obrony wzdłuż wzgórz 114.1, 132.2, 120, 120a, 128.2, 138.5 i 131.2. Ufortyfikowały się tutaj trzy kompanie egipskiej piechoty oraz kompania ochotników z Arabii Saudyjskiej.

### Bitwa w rejonie al-Faludża i Irak al-Manszija
Tymczasem izraelskie dowództwo stanęło w obliczu możliwości narzucenia przez Radę Bezpieczeństwa ONZ w krótkim czasie kolejnego zawieszenia broni. Rozpoczęto więc wyścig z czasem, decydując się na wprowadzenie do walki Brygady Oded. Decyzja ta miała poważną wadę, ponieważ brygada ta działała wcześniej na północy w Galilei i nie posiadała żadnego doświadczenia w walce w warunkach pustynnych. W nocy z 18 na 19 października Izraelczycy przeprowadzili w kilku miejscach atak na alternatywną egipską drogę pomiędzy al-Faludża i Bajt Dżibrin, przebiegającą przez al-Kubajba. Natarcie wyprowadzono z wioski Karatija bez wsparcia artylerii i czołgów. Atakujący zdołali dotrzeć w dwóch miejscach do drogi, utknęli jednak pod egipskim ostrzałem i musieli wycofać się.

### Bitwa o Hulajkat
Następnego dnia Izraelczycy przegrupowali część sił przygotowując się do ostatecznego natarcia na korytarz separacyjny. Wieczorem 19 października zgromadzona artyleria i moździerze rozpoczęły ostrzał egipskich pozycji w rejonie wioski Hulajkat. Następnie 52 i 54 Batalion Brygady Giwati rozpoczął natarcie na okoliczne wzgórza. Jako pierwsze stosunkowo łatwo zdobyto Wzgórze 120a. Uciekający stąd saudyjscy ochotnicy pozostawili liczną broń, w tym 34 karabiny maszynowe Vickers. Wzmocniły one siłę ogniową 52 Batalionu. Tymczasem 54 Batalion bezskutecznie szturmował Wzgórze 123.2. Pod osłoną nocy 52 Batalion przegrupował się, i jego 1 Kompania zaatakowała dwoma falami zdobywając wzgórza 114.1 i 120, a następnie wkroczyła do centrum wioski Hulajkat. Natychmiast zajęła obronne pozycje i odparła egipski kontratak. Natomiast 2 Kompania zdobyła Wzgórze 128.2, które kilkakrotnie przechodziło z rąk do rąk. Kolejną zdobyczą było Wzgórze 138.5. Tymczasem 3 Kompania udzieliła wsparcia 1 Kompanii, zdobywając Wzgórze 123.2. Wielokrotnie w nocy dochodziło do walki wręcz. W użyciu były bagnety, granaty ręczne i miotacze ognia. Nad ranem Saudyjczycy wycofali się ze Wzgórza 131.2, które bez walki zajęła 4 Kompania 52 Batalionu. W ten sposób droga Kaukaba – Hulajkat znalazła się pod izraelską kontrolą i otworzono korytarz komunikacyjny z żydowską enklawą na Negewie. W nocnej bitwie Brygada Giwati straciła 28 zabitych i 70 rannych.
Tej samej nocy 51 Batalion Brygady Giwati przeprowadził natarcie na fort policji Irak Suwajdan. Zakładano, że fort jest broniony przez zdemoralizowany pluton piechoty, w rzeczywistości jednak Egipcjanie podczas rozejmu wybudowali wokół trzy pasy zasieków z drutu kolczastego oraz mocno ufortyfikowane pozycje obronne. Nacierający na nie izraelscy żołnierze utknęli i musieli wycofać się, ponosząc przy tym duże straty. Wieczorem 21 października 51 Batalion przeprowadził kolejne natarcie na fort policji Irak Suwajdan. Atak został poprzedzony bombardowaniem z powietrza i ciężkim ostrzałem artyleryjskim. Podczas natarcia czterem izraelskim żołnierzom udało się wedrzeć na teren fortu, zostali jednak przygnieceni ogniem karabinów maszynowych i wycofali się.

## Reakcje i następstwa
Bitwa o korytarz separacyjny zakończyła się zwycięstwem Izraelczyków. Największym sukcesem było utworzenie stałego lądowego korytarza komunikacyjnego łączącego żydowską enklawę na Negewie z resztą kraju. Pozwoliło to przegrupować siły i rozpocząć bitwę o Beer Szewę. Kolejnym sukcesem było rozdzielenie wschodniego skrzydła wojsk egipskich od skrzydła zachodniego. Generał Ahmad Ali al-Muwawi wysłał kilka raportów do Szefa Sztabu Generalnego w Kairze, wskazując na pogarszającą się sytuację na froncie i proponując wycofanie wojsk z Irak Suwajdan i Bajt Dżibrin, aby wzmocnić nimi obronę Beer Szewy. Proponował także wycofanie arabskich ochotników do Hebronu, i wojsk z rejonu al-Majdal w stronę Rafah. Przegrupowanie wojsk umożliwiłoby stworzenie nowej linii obronnej pomiędzy Hebronem, Beer Szewą i Strefą Gazy. Odpowiedź przyszła dopiero wieczorem. Sztab Generalny nalegał, aby utrzymać w rękach egipskich Hebron, al-Majdal i Strefę Gazy bez wycofywania się. W rezultacie 21 października Izraelczycy zajęli Beer Szewę i stopniowo zaczęli okrążać egipskie siły w rejonie al-Faludża.